# Hilde Weber
 Hilde Weber (* 9. September 1913 in Waldau (Kassel); † 13. Dezember 1994 in São Paulo) war eine deutsch-brasilianische Malerin, Zeichnerin, Illustratorin und Keramikerin. Sie war die erste weibliche Karikaturistin in der brasilianischen Presse.

## Leben und Werk
Weber studierte bis 1932 an der Hochschule für Grafik in Hamburg und arbeitete als Illustratorin für Zeitungen in Altona. Am 3. August 1933 kam sie nach Brasilien, um ihren Vater Edmund Weber zu treffen, der nach dem Ersten Weltkrieg als Flieger dorthin übergesiedelt war. In Rio de Janeiro wurde sie Karikaturistin für die Tribuna da Imprensa, wobei sie die von Rubem Braga verfassten Berichte illustrierte. Von 1943 bis 1950 zeichnete sie für die Zeitungen Folha da Manhã und Ilustrada Noite in São Paulo. Sie schloss sich der Künstlergruppe Santelenistas an, die sich im Palast Saint Helena traf. Sie malte und arbeitete als Keramikerin zusammen mit Künstlern wie Alfredo Volpi (1896–1988) und Mário Zanini (1907–1971). 1950 zog sie nach Rio de Janeiro und arbeitete an der Tribuna da Imprensa von Carlos Lacerda (1914–1977). Bekannt ist sie für die politischen Cartoons und Karikaturen von Präsident Getúlio Vargas (1882–1954). 1962 zog sie endgültig nach São Paulo und arbeitete bei der Zeitung O Estado de São Paulo. 1960 wurde sie für die besten internationalen Cartoons mit dem Preis der Lateinamerika-Sektion des World Newspaper Forum Caricature Contest ausgezeichnet. Sie nahm teil an der 1. bis 4. und 6. Internationalen Biennale São Paulo, der Modernen Kunstausstellung in Belo Horizonte und der National Modern Art in Rio de Janeiro. 1986 erschienen ihre Zeichnungen in dem Buch „Brazil in Charges 1950–1985“. 1989 ging sie in den Ruhestand. Weber war dreimal verheiratet, in der zweiten Ehe mit dem Journalisten Claudio Abramo (1923–1987), mit dem sie einen Sohn, Claudio Weber Abramo hat.